# 祥原郡
祥原郡（サンウォンぐん）は朝鮮民主主義人民共和国の平壌近郊にある郡。かつては平壌直轄市に属していたが、2010年に黄海北道に編入されたと観測されている。

## 地理
平壌直轄市に属していた時期にはその東南端に位置し、東と南を黄海北道に囲まれていた。

## 行政区域
1邑・1労働者区・21里を管轄する。
| - 祥原邑（サンウォヌプ） - 明堂労働者区（ミョンダンノドンジャグ） - 貴逸里（クィイルリ） - 金城里（クムソンニ） - 大洞里（テドンニ） - 大泉里（テチョンニ） - 大興里（テフンニ） - 霊泉里（リョンチョンニ） - 蘆洞里（ロドンニ） - 龍谷里（リョンゴンニ） - 綾盛里（ルンソンニ） - 繁洞里（ポンドンニ） | - 沙器里（サギリ） - 水山里（スサンニ） - 植松里（シクソンニ） - 新院里（シヌォンニ） - 新霞里（シナリ） - 銀口里（ウングリ） - 場里（チャンニ） - 獐項里（チャンハンニ） - 銭山里（チョンサンニ） - 中里（チュンニ） - 黒隅里（フグリ） |

## 歴史
名称は、朝鮮王朝時代の平安道祥原郡にさかのぼる。
1945年8月の時点では平安南道中和郡祥原面を中心とする地域であった。
1952年12の北朝鮮の地方行政区画再編により、中和郡の祥原面・水山面・天谷面、江東郡楓洞面を編成して祥原郡を新設した。1963年に平壌直轄市に編入された。
2010年頃より、平壌直轄市が縮小されて祥原郡など南部・東部郊外の郡や区域が黄海北道に移管されたとの報道が行われるようになった。2011年2月15日に大韓民国統一部は、祥原郡・江南郡・中和郡・勝湖区域が黄海北道に移管されたと発表した。この発表内容については疑義も示されているが、祥原郡については移管が確認されているという。

### 年表
この節の出典
- 1952年12月 - 郡面里統廃合により、平安南道中和郡祥原面・水山面・天谷面および看東面の一部、江東郡楓洞面、黄海道黄州郡天柱面の一部地域をもって、平安南道祥原郡を設置。祥原郡に以下の邑・里が成立。(1邑26里)
  - 祥原邑・新霞里・大泉里・金城里・場里・植松里・水山里・大洞里・霊泉里・蘆洞里・綾盛里・黒隅里・大興里・繁洞里・銭山里・龍谷里・貴逸里・沙器里・中里・新院里・獐項里・銀口里・徳洞里・上下里・梅井里・東墨里・棗峙里
- 1954年 (1邑22里)
  - 東墨里・梅井里が貴逸里に編入。
  - 棗峙里・上下里が場里に編入。
- 1963年5月 - 平壌直轄市の市域拡大に伴い、平壌直轄市祥原郡となる。(1邑22里)
- 1965年 - 徳洞里が寺洞区域に編入。(1邑21里)
- 1989年 - 新霞里および祥原邑・大洞里・大泉里の各一部が合併し、明堂労働者区が発足。(1邑1労働者区20里)
- 1995年11月 - 黄海北道延山郡松山里の一部が蘆洞里・銀口里に分割編入。(1邑1労働者区20里)
- 1997年 (1邑1労働者区21里)
  - 明堂労働者区・大洞里の各一部が合併し、新霞里が発足。
  - 黒隅里の一部が大泉里・獐項里に分割編入。
- 2010年末 - 平壌直轄市の市域再編に伴い、黄海北道祥原郡となる。(1邑1労働者区21里)

## 交通
- 明堂線
  - 明堂駅 - 祥原駅